# (33062) 1997 VT2
1997 VT2 (asteroide 33062) é um asteroide da cintura principal. Possui uma excentricidade de 0.05189040 e uma inclinação de 3.43250º.
Este asteroide foi descoberto no dia 1 de novembro de 1997 por Beijing Schmidt CCD Asteroid Program em Xinglong.